# Štěpán VI.
Štěpán VI. (VII.) (* -? Řím – říjen 897 Řím) byl papežem katolické církve od 22. května 896 až do své smrti. Nechvalně se proslavil svoláním tzv. synody mrtvých, na kterou nechal dovléct mrtvolu svého předchůdce Formosa, která byla souzena (a odsouzena) za údajné zločiny. (Problematika číslování papežů jména Štěpán je vysvětlena v článku Štěpán II.)

## Předcházející události
Po Formosově smrti nastal v Římě chaos, během kterého byl papežem zvolen Bonifác VI. Ten však nevládl ani tři týdny, když zemřel. Lambert ze Spoleta, zapřisáhlý Formosův nepřítel, proto na papežský stolec dosadil Štěpána VI. 

## Synoda mrtvých
Hlavní článek: Synoda mrtvých
Štěpán VI. nechal exhumovat Formosovu mrtvolu, která byla posazena na papežský trůn, oblečena do papežského hávu a poté souzena. Dle historika Ferdinanda Gregorovia celá synoda proběhla za přítomnosti mnoha církevních úředníků v Lateránu. Veškerá Formosova svěcení byla zneplatněna, tři prsty jeho pravé ruky (tj. ty, kterými žehnal) byly useknuty a za divokého řevu byla mrtvola vlečena římskými ulicemi a nakonec hozena do Tibery.

## Další průběh Štěpánova pontifikátu
Mnozí duchovní, kteří byli vysvěceni Formosem, byli zbaveni svých prebend, když Štěpán VI. tato svěcení zneplatnil. Navíc i po skončení „synody mrtvých" papež úporně pronásledoval všechny, jimž Formosus propůjčil nějakou hodnost. To mělo za následek, že zástup jeho nepřátel neustále vzrůstal a brzy sahal až do nejváženějších římských rodin. Začala kolovat řada anonymních letáků, které prohlašovaly Formosa za mučedníka a dobrodince Říma. Navíc se krátce po odsouzení Formosa za velikého rachotu zřítila bazilika sv. Jana v Lateránu, kde se soud uskutečnil, což pověrčivý lid považoval za projev boží nespokojenosti. Nic nevadilo, že bazilika byla již delší čas ve špatném stavu. Rostoucí nepřátelství vůči papeži nakonec přerostlo v aktivní odpor. V srpnu 897, osm měsíců po soudu nad mrtvolou, došlo k povstání. Povstalci Štěpána VI. zajali, zbavili ho papežského roucha i insignií a uvrhli ho do vězení, kde byl zardoušen.

## Odkazy

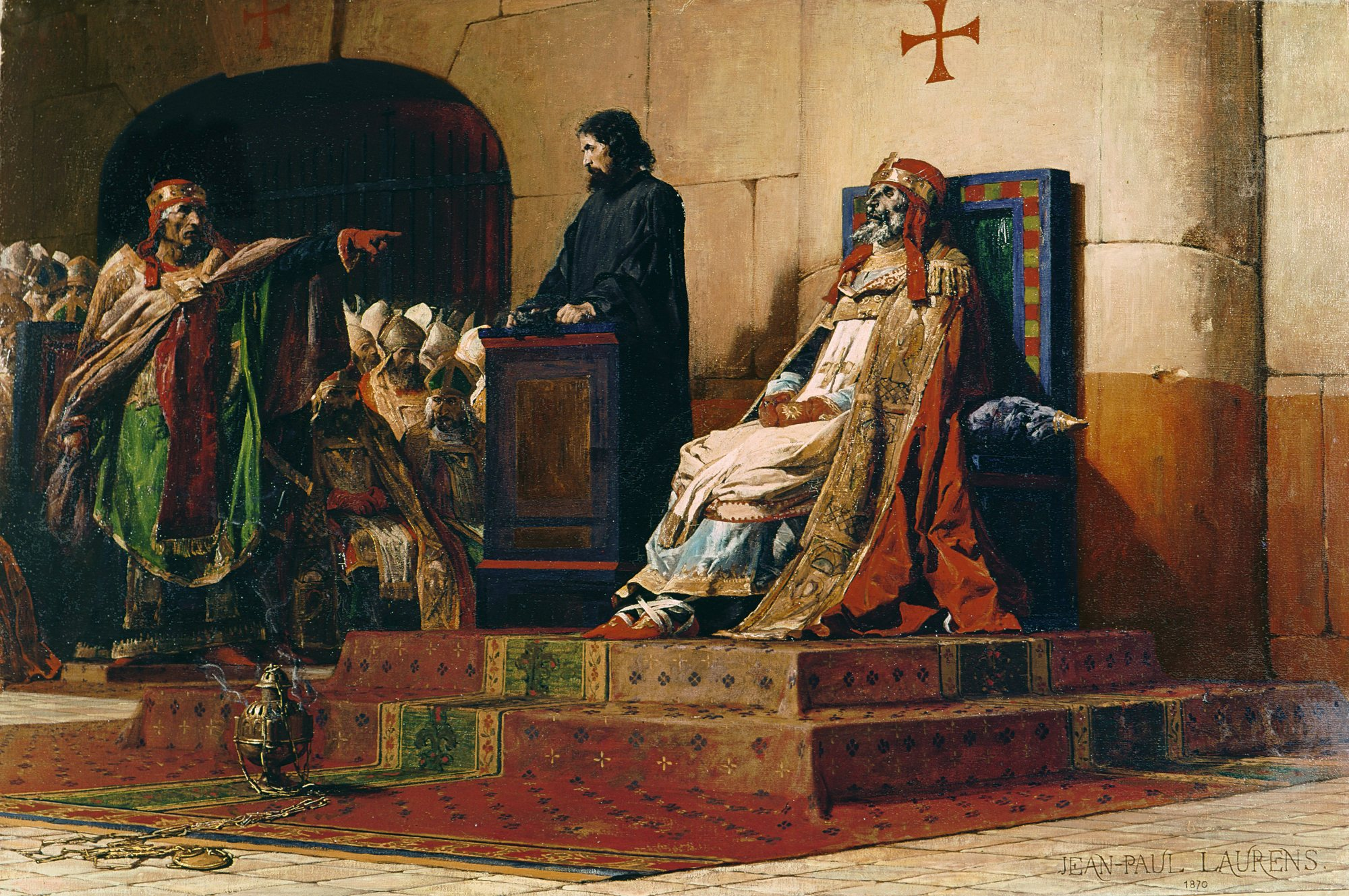
Synoda mrtvých